# Jharia
Jharia là một thành phố và là một khu vực quy hoạch (notified area) của quận Dhanbad thuộc bang Jharkhand, Ấn Độ.

## Địa lý
Jharia có vị trí 22°18′B 86°42′Đ / 22,3°B 86,7°Đ Nó có độ cao trung bình là 77 mét (252 feet).

## Nhân khẩu
Theo điều tra dân số năm 2001 của Ấn Độ, Jharia có dân số 81.979 người. Phái nam chiếm 54% tổng số dân và phái nữ chiếm 46%. Jharia có tỷ lệ 68% biết đọc biết viết, cao hơn tỷ lệ trung bình toàn quốc là 59,5%: tỷ lệ cho phái nam là 74%, và tỷ lệ cho phái nữ là 60%. Tại Jharia, 14% dân số nhỏ hơn 6 tuổi.